# Prizma

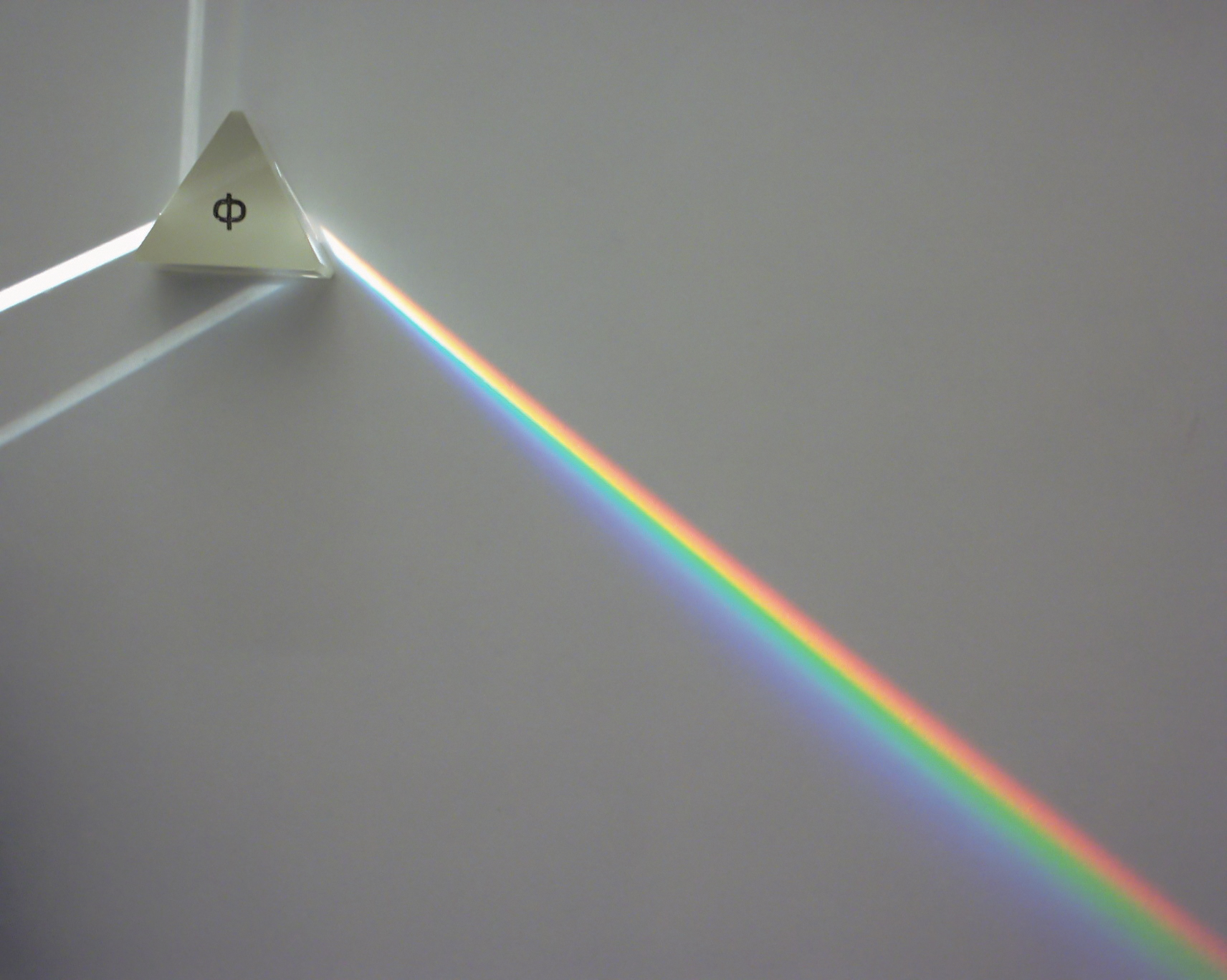
Fehér fény felbontása prizmával

A különböző színű komponensek különböző irányban lépnek ki a prizmából

Az optikai prizma (hasáb) olyan átlátszó anyagból készült hasáb, melynek törésmutatója eltér a környezet (többnyire a levegő) törésmutatójától. Emiatt a fény terjedési sebessége a prizmába lépve megváltozik, és a fénynyaláb megtörik. A fénysugár a prizmában tovább halad, majd az újabb határfelülethez érve ismét megtörik vagy pedig teljes belső visszaverődést szenved. Az egyszerű prizmára eső fénysugár tehát általában kétszer törik meg: a prizmához érve és a kilépéskor.
Léteznek összetettebb prizmák is, melyekben a fény kettőnél többször törik meg, vagy akár többször visszaverődik a prizma belső felületén.
A fehér fény összetett fény, vagyis több, különböző színű (hullámhosszú, frekvenciájú) fény keveréke. Mivel a prizma anyagának törésmutatója függ a hullámhossztól (diszperzió), ezért a Snellius–Descartes-törvényt követve az eltérő hullámhosszúságú fénynyalábok a két közeg határán kissé eltérő szögben törnek meg. A különböző hullámhosszú komponensek különböző irányban lépnek ki a prizmából. Emiatt a prizma alkalmas az összetett fény felbontására és – mivel a fénysugár útja megfordítható – újraegyesítésére.
A prizmának általában csak két oldala átlátszó és van fényesre csiszolva, a harmadik oldalt – akárcsak a két alapját – gyakran fekete anyaggal vonják be.

## Fajtái
A prizmák anyagukat, alakjukat, felhasználásukat tekintve igen sokfélék lehetnek. Az alábbiakban röviden bemutatunk közülük néhányat.
- Egyszerű prizma
A gyakorlatban leggyakrabban használt prizmák háromélű üveghasábok, amelyeknek a keresztmetszete egyenlő szárú háromszög. A fénysugár eltérülésének mértéke függ a prizma anyagának a környezetére vonatkoztatott törésmutatójától (n), a fény beesési szögétől (α), és a prizma törőszögétől (φ), vagyis az egyenlő szárú háromszög csúcsszögétől.
- Egyeneslátású vagy Amici-prizma
Az egyeneslátású prizma 3 vagy 5 különböző diszperziójú, egyszerű prizmából van összeragasztva. Úgy bontja színeire a ráeső nyalábot, hogy a középső (sárga) tartomány irányváltozás nélkül halad tovább.
- Képfordító vagy derékszögű prizma
Az egyszerű prizma egy speciális változata, a törőszöge φ= 90˚-os. A prizma belsejében az üveg és a levegő határfelületére 45°-kal beeső fénysugár teljes visszaverődést szenved, így ez a prizma 90°-kal, illetve 180°-kal téríti el a fénysugarakat. Gyakran alkalmazzák tükrök helyett (pl. Lencsés távcsövek).
- Fresnel-féle biprizma
Két, nagyon kis törőszögű (α < 5˚), alapjaival egymás felé fordított prizmából áll. Többek között interferenciaképet lehet előállítani vele.

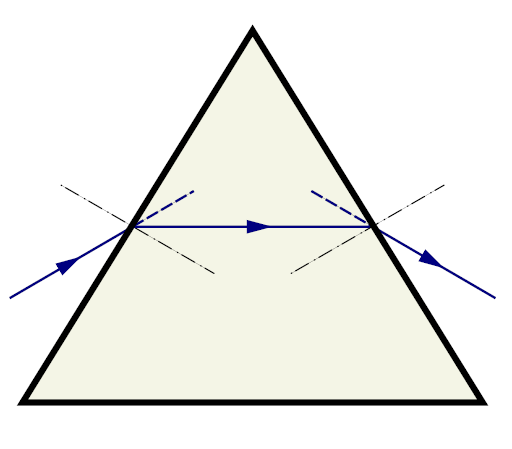
Egyszerű prizma
Egyeneslátású prizma
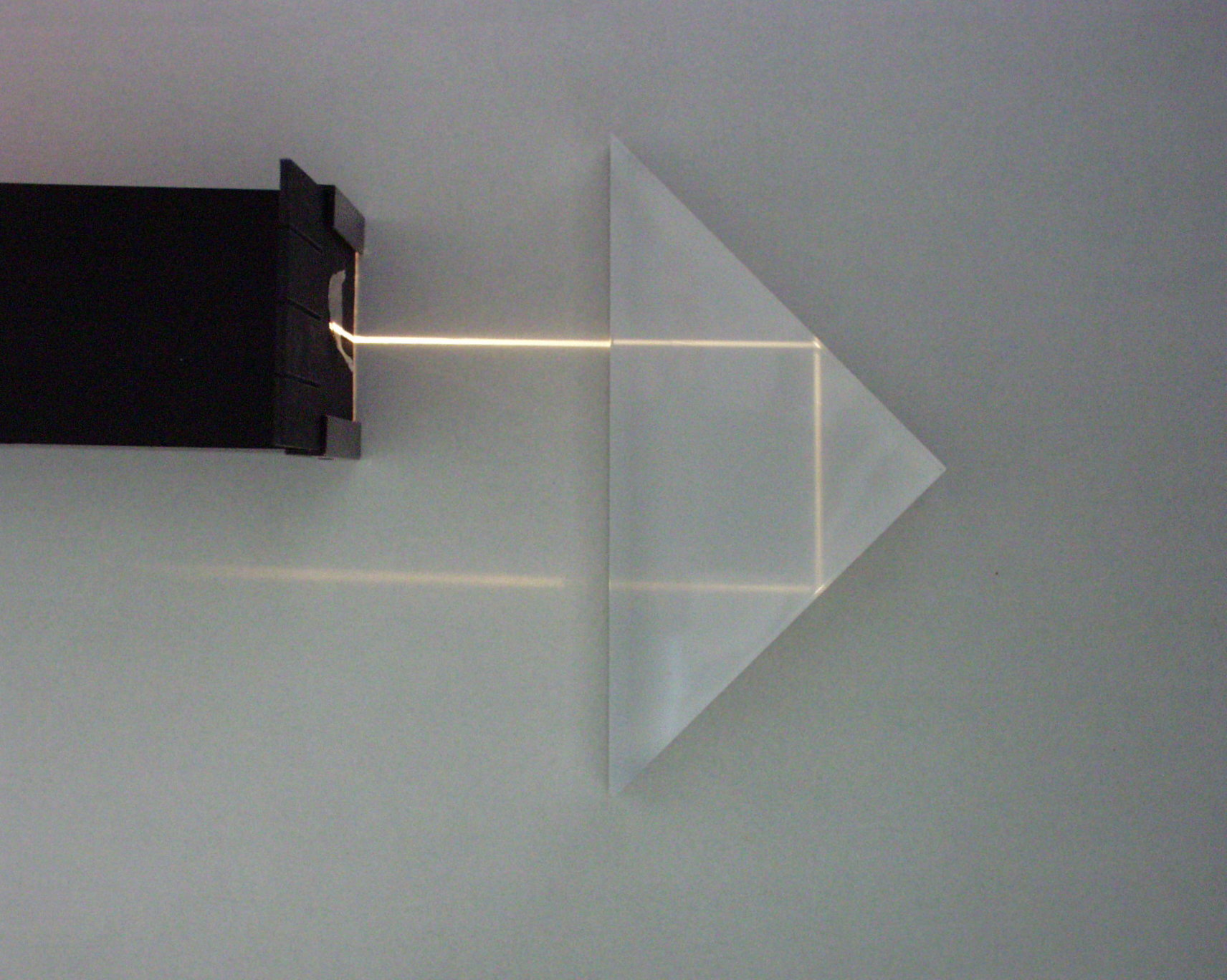
Derékszögű prizma
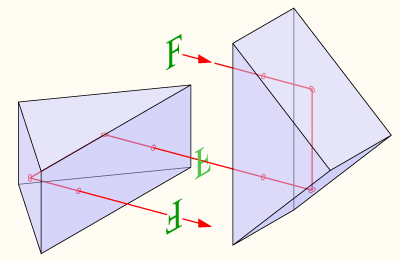
Képfordító (derékszögű) prizmák

## Külső hivatkozások
- A prizma fénytörése
- Diszperzió bemutatása üvegprizmával Archiválva 2009. június 9-i dátummal a Wayback Machine-ben
- Fényinterferencia Fresnel-féle biprizmával Archiválva 2009. június 10-i dátummal a Wayback Machine-ben